# Aurelio Nuño Mayer
Aurelio Nuño Mayer (Ciudad de México, 12 de diciembre de 1977) es un político mexicano que fue jefe de la Oficina de la Presidencia de la República y secretario de Educación Pública. Participó en el diseño, negociación e implementación de las reformas estructurales impulsadas por la administración del entonces presidente Enrique Peña Nieto como su representante en el Pacto por México.
Coordinó la campaña de José Antonio Meade para las elecciones de 2018, quien era el candidato del PRI. Durante casi 6 años se retiró de la política para impartir clases y escribir un libro sobre educación.
Fue profesor invitado en la Graduate School of Education de Harvard de 2020 a 2022.
De 2022 a 2023 participó como “visiting scholar” en la escuela de Gobierno de Harvard.

## Vida personal
Aurelio Nuño Mayer nació el 12 de diciembre de 1977 en la Ciudad de México. Su padre es Aurelio Nuño Morales, ganador de reconocimientos internacionales, y su madre, Leticia Mayer Celis, ha trabajado como profesora-investigadora en la UNAM desde hace 40 años y se ha especializado en la historia de la ciencia. Está casado con María Aliaga, directora, coreógrafa y bailadora de la Compañía de Danza Flamenco a la Mexicana, con quien tiene tres hijos.

### Estudios
Aurelio hizo sus estudios de primaria en la Escuela Manuel Bartolomé Cossío, fundada por el maestro José de Tapia, exiliado de la república española e introductor del método Freinet en España y en México. El modelo pedagógico de esta escuela enfatiza la autonomía en el aprendizaje y el desarrollo del pensamiento crítico. Posteriormente estudió la secundaria y la preparatoria en el Instituto de Humanidades y Ciencias (Inhumyc). 
Es licenciado en Ciencias Políticas y Administración Pública por la Universidad Iberoamericana (UIA), de donde se graduó en agosto de 2002 (cédula profesional 8320155), y maestro en Estudios Latinoamericanos por la Universidad de Oxford (St. Antony's College), en el Reino Unido, donde trabajó con el Profesor Alan Knight, fue acreedor a la beca Clarendon para alumnos de excelencia que otorga Oxford University Press y se graduó con la tesis Building a National State “without” taxation: the Political Consequences of the Fiscal Evolution in Mexico after the Armed Revolution, 1920-1930 (Construyendo un Estado-Nación sin impuestos: las consecuencias políticas de la evolución fiscal en México después de la revolución armada, 1920-1930).

## Cargos públicos
Tras graduarse como Licenciado en Ciencias Políticas y Administración Pública, Aurelio obtuvo su primera oportunidad laboral en el equipo de Enrique Jackson, quien coordinaba la bancada del PRI en el Senado. A su regreso de Oxford, Aurelio se incorporó como asesor al equipo de Luis Videgaray Caso, primero en el gobierno del Estado de México y después en la Cámara de Diputados. Posteriormente, se desempeñó como asesor del entonces Gobernador del Estado de México, Enrique Peña Nieto. Los resultados obtenidos lo llevaron a ser coordinador de mensaje en la campaña a la gubernatura del Estado de México, y coordinador de mensaje y estrategia en la campaña presidencial de 2012. 
Tras la victoria de Enrique Peña Nieto en la elección presidencial de 2012, Aurelio coordinó el equipo de educación en la transición y elaboró la propuesta de lo que se convertiría en la reforma educativa; al inicio del sexenio sería nombrado Jefe de la Oficina de la Presidencia. Al día siguiente de su toma de posesión, el presidente Enrique Peña Nieto firmó el Pacto por México, acuerdo entre el presidente y las principales fuerzas políticas del país que puso fin a casi dos décadas de parálisis legislativa. En el periodo de transición y como representante del Presidente en el Pacto, junto con Luis Videgaray Caso, quien se convertiría en Secretario de Hacienda, y Miguel Ángel Osorio Chong, a la postre Secretario de Gobernación, Aurelio participó en las negociaciones y deliberaciones para concretar las 13 reformas estructurales derivadas del acuerdo.

### Jefe de la Oficina de la Presidencia de la República
El 1 de diciembre de 2012 fue designado jefe de la Oficina de la Presidencia de la República. Como parte de sus responsabilidades, tuvo interlocución con las entidades federativas, el poder legislativo, el sector privado y la sociedad civil con miras a la construcción de consensos en torno a las iniciativas prioritarias del gobierno. Desde esta posición, Aurelio negoció la aprobación y entrada en vigor de las Reformas estructurales derivadas del Pacto por México. Asimismo, participó en el diseño y la instrumentación de otros proyectos estratégicos del Gobierno de la República como el Nuevo Aeropuerto Internacional de la Ciudad de México y las Zonas Económicas Especiales, entre otros. En el plano internacional mantuvo una comunicación permanente con sus contrapartes en Estados Unidos y Canadá e impulsó proyectos de diálogo y cooperación internacional como el Consejo Estratégico Franco-Mexicano, con el que se revirtió un proceso de deterioro en la relación bilateral.

### Secretario de Educación Pública
El 27 de agosto de 2015 fue nombrado por el entonces presidente Enrique Peña Nieto (2012-2018), como titular de la Secretaría de Educación Pública, con la encomienda de implementar la reforma educativa, un proceso de transformación integral del sistema educativo nacional orientado a mejorar la calidad de la educación.
Dejó su cargo el 6 de diciembre de 2017 para sumarse a la campaña del precandidato presidencial José Antonio Meade Kuribreña.